# Culsh Earth House

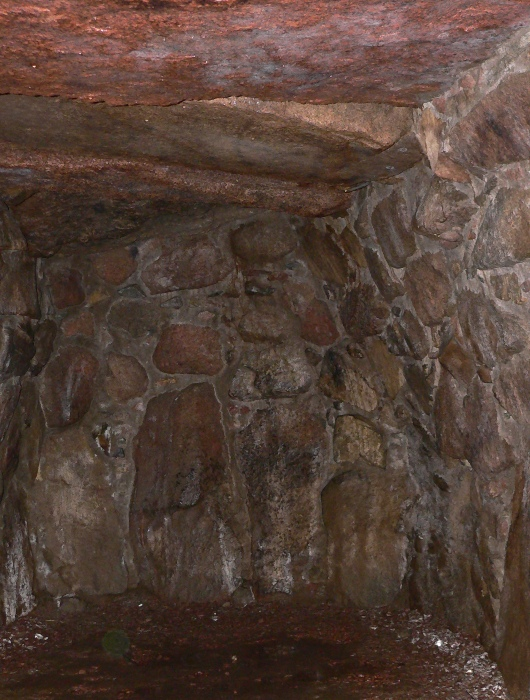
De kamer aan het eind van de gang.

Het Culsh Earth House is een ondergrondse stenen constructie uit de ijzertijd, gelegen naast de B9119 in Culsh in de Schotse regio Aberdeenshire.

## Beschrijving
Het Culsh Earth House dateert van rond het jaar nul. Bij de ondergrondse constructie, die waarschijnlijk diende als opslagplaats, zal een houten huis hebben gestaan.
Culsh Earth House is eenvoudig van ontwerp en goed bewaard gebleven, compleet met plafond van platte stenen. Het Earth House bestaat uit een gebogen gang. Vanaf de ingang gaat de gang drie meter rechtdoor en buigt dan af naar rechts. Dit deel van de gang strekt zich uit voor zo'n 3,6 meter. Aan het einde is de gang iets breder en hoger dan de rest van de gang.

## Beheer
Het Culsh Earth House wordt beheerd door Historic Environment Scotland.